# Liste der Kulturdenkmale in Stotternheim
Die Liste der Kulturdenkmale in Stotternheim enthält die Kulturdenkmale des Ortsteils Stotternheim der thüringischen Landeshauptstadt Erfurt, die vom Thüringischen Landesamt für Denkmalpflege und Archäologie als Bau- und Kunstdenkmale auf dem Gebiet der Stadt mit Stand vom 24. April 2025 erfasst wurden.

## Legende
- Bild: zeigt ein Bild des Kulturdenkmals und gegebenenfalls einen Link zu weiteren Fotos des Kulturdenkmals im Medienarchiv Wikimedia Commons
- Bezeichnung: Name, Bezeichnung oder die Art des Kulturdenkmals
- Lage: Wenn vorhanden Straßenname und Hausnummer des Kulturdenkmals; Grundsortierung der Liste erfolgt nach dieser Adresse. Der Link Karte führt zu verschiedenen Kartendarstellungen und nennt die Koordinaten des Kulturdenkmals.
 Kartenansicht, um Koordinaten zu setzen – in dieser Kartenansicht sind Kulturdenkmale ohne Koordinaten mit einem roten bzw. orangen Marker dargestellt und können in der Karte gesetzt werden. Kulturdenkmale ohne Bild sind mit einem blauen bzw. roten Marker gekennzeichnet, Kulturdenkmale mit Bild mit einem grünen bzw. orangen Marker.
- Datierung: gibt das Jahr der Fertigstellung beziehungsweise das Datum der Erstnennung oder den Zeitraum der Errichtung an
- Beschreibung: bauliche und geschichtliche Einzelheiten des Kulturdenkmals, vorzugsweise die Denkmaleigenschaften
- ID: Die ID identifiziert das Kulturdenkmal eindeutig. In Thüringen sind aktuell keine IDs veröffentlicht. In der ID-Spalte kann sich auch folgendes Icon  befinden, dies führt zu Angaben zu diesem Kulturdenkmal bei Wikidata.

## Liste der Kulturdenkmale in Stotternheim
| Bild                           | Bezeichnung                                 | Lage                                                | Datierung | Beschreibung | ID |
| ------------------------------ | ------------------------------------------- | --------------------------------------------------- | --------- | --- | -- |
| BW                             | Felsenkeller                                | Am Felsenkeller (Karte)                             |           | einzelnes Kulturdenkmal |    |
| BW                             | Einfriedung                                 | Am Felsenkeller (Karte)                             |           | einzelnes Kulturdenkmal |    |
| BW                             | Gehöft                                      | Am Untertore 7 (Karte)                              |           | einzelnes Kulturdenkmal |    |
| BW                             | Grabhügel / Galgenhügel                     | Auf dem Galgenhügel (Karte)                         |           | einzelnes Kulturdenkmal |    |
| BW                             | Wohnhaus                                    | Brühl 13 (Karte)                                    |           | einzelnes Kulturdenkmal |    |
| BW                             | Nebengebäude                                | Brühl 13 (Karte)                                    |           | einzelnes Kulturdenkmal |    |
| weitere Bilder Fotos hochladen | Evangelische Pfarrkirche St. Peter und Paul | Evangelische Pfarrkirche St. Peter und Paul (Karte) |           | Ausstattung; einzelnes Kulturdenkmal |    |
| BW                             | Kirchhof                                    | Evangelische Pfarrkirche St. Peter und Paul (Karte) |           | einzelnes Kulturdenkmal |    |
| BW                             | Grabmal                                     | Evangelische Pfarrkirche St. Peter und Paul (Karte) |           | einzelnes Kulturdenkmal |    |
| BW                             | Pfarrhaus                                   | Karlsplatz 3 (Karte)                                |           | einzelnes Kulturdenkmal |    |
| weitere Bilder Fotos hochladen | Lutherstein                                 | Luthersteinweg (Karte)                              | 1917      | 1917 gestifteter Gedenkstein, Lutherstein genannt, der an den Werdepunkt der Reformation erinnert. Hier soll Luther in ein schweres Unwetter geraten sein und um sein Leben fürchtend „Hilf Du St. Anna, ich will ein Mönch werden“ ausgerufen haben. Kurze Zeit später wurde aus dem Jurastudenten ein Mönch; einzelnes Kulturdenkmal |    |
| BW                             | Gehöft                                      | Nödaer Straße 16 (Karte)                            |           | einzelnes Kulturdenkmal |    |
| BW                             | Katholische Pfarrkirche St. Marien          | Pfarrer-Bartsch-Ring 17 (Karte)                     |           | mit Ausstattung; einzelnes Kulturdenkmal |    |
| BW                             | Kirchhof                                    | Pfarrer-Bartsch-Ring 17 (Karte)                     |           | einzelnes Kulturdenkmal |    |
| BW                             | Grabmal                                     | Pfarrer-Bartsch-Ring 17 (Karte)                     |           | einzelnes Kulturdenkmal |    |
| BW                             | Gehöft                                      | Sackgasse 1 (Karte)                                 |           | einzelnes Kulturdenkmal |    |
| BW                             | Gehöft                                      | Sackgasse 12 (Karte)                                |           | einzelnes Kulturdenkmal |    |
| BW                             | Sitzkonsolen                                | Sackgasse 16 (Karte)                                |           | Bauteil zwei Sitzkonsolen eines Portals; einzelnes Kulturdenkmal |    |
| BW                             | Speicherbau der Neuen Saline                | Salinenchaussee 13 (Karte)                          |           | einzelnes Kulturdenkmal |    |

## Ehemalige Kulturdenkmale in Stotternheim
| Bild | Bezeichnung    | Lage                          | Datierung | Beschreibung            | ID |
| ---- | -------------- | ----------------------------- | --------- | ----------------------- | -- |
| BW   | Inschriftstein | Brühl 4 (Karte)               |           | einzelnes Kulturdenkmal |    |
| BW   | Wohnhaus       | Erfurter Landstraße 8 (Karte) |           | einzelnes Kulturdenkmal |    |